# رشته‌کوه اشکاشم
رشته‌کوه اشکاشم (به لاتین: Ishkoshim Range) یک رشته‌کوه در تاجیکستان است. رشته‌کوه اشکاشم ۶٬۰۹۶ متر بالاتر از سطح دریا واقع شده‌است.